# Hanna Najayeva
Hanna Najayeva –en bielorruso, Ганна Нахаева– (23 de noviembre de 1984) es una deportista bielorrusa que compitió en remo.
Ganó dos medallas en el Campeonato Mundial de Remo, en los años 2004 y 2008, y cuatro medallas en el Campeonato Europeo de Remo entre los años 2007 y 2011.

## Palmarés internacional
| Campeonato Mundial | Campeonato Mundial   | Campeonato Mundial | Campeonato Mundial |
| Año                | Lugar                | Medalla            | Prueba             |
| ------------------ | -------------------- | ------------------ | ------------------ |
| 2004               | Bañolas (España)     | Medalla de bronce  | Cuatro sin timonel |
| 2008               | Ottensheim (Austria) | Medalla de oro     | Cuatro sin timonel |
| Campeonato Europeo |                      |                    |                    |
| Año                | Lugar                | Medalla            | Prueba             |
| 2007               | Poznań (Polonia)     | Medalla de bronce  | Doble scull        |
| 2008               | Maratón (Grecia)     | Medalla de bronce  | Ocho con timonel   |
| 2009               | Brest (Bielorrusia)  | Medalla de plata   | Ocho con timonel   |
| 2011               | Plovdiv (Bulgaria)   | Medalla de plata   | Ocho con timonel   |